# Нестандартный анализ
Нестандартный анализ — альтернативный подход к обоснованию и построению математического анализа, в котором бесконечно малые — не переменные величины, а особый вид чисел. В нестандартном анализе на современной основе реализуется восходящая к Лейбницу и его последователям идея о существовании бесконечно малых величин, отличных от нуля, — идея, которая в историческом развитии математического анализа была заменена понятием предела переменной величины. Недоверие к актуальным бесконечным величинам в математике объяснялось трудностями их формального обоснования. Любопытно, что представления об актуальных бесконечно больших и бесконечно малых величинах сохранялись в учебниках физики и других естественных наук, где часто встречаются фразы вроде «пусть {\displaystyle dV} — (бесконечно малый) элемент объёма…».
Концепция Лейбница была реабилитирована, когда появилось первое современное изложение инфинитезимальных методов, которое дал Абрахам Робинсон в 1961 году. В отличие от традиционного анализа, опирающегося на вещественные и комплексные числа, нестандартный анализ имеет дело с более широким полем гипервещественных чисел, в котором не выполняется аксиома Архимеда.
Нестандартный анализ возник как раздел математической логики, посвящённый приложению теории нестандартных моделей к исследованиям в традиционных областях математики: математическом анализе, теории функций, теории дифференциальных уравнений, топологии и др.
Курт Гёдель писал в 1973 году: «Есть веские основания считать, что нестандартный анализ, в той или иной форме, станет анализом будущего».

## Основные положения
В общих чертах основной метод Робинсона можно описать следующим образом.
Рассматривается некоторая математическая структура {\displaystyle M} и строится логико-математический язык 1-го порядка, отражающий аспекты этой структуры, интересующие исследователя. Затем методами теории моделей строится нестандартная модель теории структуры {\displaystyle M}, являющаяся собственным расширением {\displaystyle M}.
При надлежащем построении новые, нестандартные, элементы модели могут быть истолкованы как предельные, «идеальные» элементы первоначальной структуры.
Например, если первоначально рассматривалось упорядоченное поле вещественных чисел, то нестандартные элементы модели естественно рассматривать как «инфинитезимальные», то есть бесконечно большие или бесконечно малые, но отличные от нуля вещественные числа.
При этом все обычные отношения между вещественными числами автоматически переносятся и на нестандартные элементы с сохранением всех их свойств, выраженных в логико-математическом языке.
Подобным образом в теории фильтров на данном множестве нестандартный элемент определяет непустое пересечение всех элементов фильтра; в топологии возникает семейство нестандартных точек, расположенных «бесконечно близко» к данной точке.
Истолкование нестандартных элементов модели часто позволяет дать удобные критерии для обычных понятий в терминах нестандартных элементов.
Например, можно доказать, что стандартная действительная функция {\displaystyle f(x)} непрерывна в стандартной точке {\displaystyle x_{0}} тогда и только тогда, когда {\displaystyle f(x)} бесконечно близка к {\displaystyle f(x_{0})} для всех (и нестандартных) точек бесконечно близких к {\displaystyle x_{0}}.
Полученные критерии могут быть с успехом применены к доказательству обычных математических результатов.
Результаты стандартной математики, полученные методами нестандартного анализа, могут быть естественно передоказаны и обычным образом, но рассмотрение нестандартной модели имеет то значительное преимущество, что позволяет актуально вводить в рассуждение «идеальные» элементы, что позволяет давать прозрачные формулировки для многих понятий, связанных с предельными переходами от конечного к бесконечному.
С помощью нестандартного анализа был обнаружен ряд новых фактов. Многие классические доказательства заметно выигрывают в наглядности при изложении их методами нестандартного анализа. Однако этим место и роль нестандартного анализа далеко не исчерпываются.
В понимании наших дней нестандартный анализ — общий математический метод, основанный на представлениях об актуально бесконечных величинах. Сейчас нестандартный анализ строится аксиоматически в рамках новых вариантов теории множеств, среди которых наиболее распространены теория внутренних множеств Нельсона и теория внешних множеств Каваи. Эти теории строятся на формализации идей, восходящих к древнейшим представлениям о различии актуальной и потенциальной бесконечностей.
Указанные теории являются консервативным расширением теории Цермело — Френкеля и, стало быть, имеют тот же статус строгости при рассмотрении их как обоснование современной математики. При этом новые теории обладают несравненно более широкими возможностями.

### Стандартные и нестандартные элементы
Содержательным исходным пунктом аксиоматики нестандартного анализа является представление о том, что в каждом математическом объекте могут быть элементы только двух типов.
Элементы первого типа доступны нам или прямым или потенциально бесконечным способом в том смысле, что мы можем или указать такие элементы непосредственно или доказать их существование и единственность, используя уже имеющиеся в нашем распоряжении доступные объекты. Объекты этого типа называют стандартными, а прочие — нестандартными.
Нестандартный анализ постулирует, что в каждом бесконечном множестве объектов имеется хотя бы один нестандартный элемент — «принцип идеализации». При этом стандартных объектов достаточно для изучения классических математических свойств любых объектов — «принцип переноса».
Имеется также возможность задавать стандартные объекты, отбирая стандартные элементы с заданным свойством — «принцип стандартизации». Варианты этих принципов присутствуют во всех аксиоматиках нестандартного анализа.
Стандартный объект сам по себе часто бесконечен.
Скажем, стандартными являются не только конкретные натуральные числа 5, 7, 10 в степени 10 в степени 10, трансцендентные числа вроде π и е, но и полные совокупности всех натуральных чисел {\displaystyle \mathbb {N} } или всех вещественных чисел {\displaystyle \mathbb {R} }.
Поскольку {\displaystyle \mathbb {N} } — бесконечное множество, то в {\displaystyle \mathbb {N} } имеется нестандартный элемент N. Очевидно, что N больше 1, ибо 1 — стандартное число.
Если число m стандартно, то стандартно и следующее за ним число m + 1, ибо оно получается единственным образом из двух стандартных чисел.
Таким образом, каждое нестандартное натуральное число больше любого стандартного натурального числа. Поэтому нестандартные натуральные числа называются бесконечно большими. Число r бесконечно большое, если |r| больше какого-нибудь бесконечно большого натурального числа.
Ненулевые бесконечно малые числа — это обратные величины бесконечно больших чисел.
Основоположники инфинитезимального анализа говорили не о стандартных или нестандартных числах, а выделяли «могущие быть заданными числа». Например, Эйлер считал положительное число бесконечно большим, если оно больше любого могущего быть заданным числа.
Число, которое не является бесконечно большим, называют конечным. Два числа называют бесконечно близкими, если разность между ними бесконечно мала. Можно доказать, что каждое конечное число бесконечно близко к единственному стандартному числу — к своей стандартной части.
Числа, бесконечно близкие к данному конечному числу, составляют его монаду. Монады не являются обычными множествами (их именуют внешними множествами по отношению к миру Цермело — Френкеля). Монады разных стандартных чисел попарно не пересекаются, но в объединении охватывают все конечные числа. Таким образом, формальная техника нестандартного анализа хорошо отражает натурфилософские представления о двойственной «дискретно-непрерывной» структуре «физической» числовой прямой.

### Одно представление нестандартных чисел
Нестандартный анализ использует новое первичное понятие — свойство объекта быть или не быть стандартным. В «стандартной» математике обычно эти различия невыразимы: нельзя говорить об актуальных бесконечно больших и бесконечно малых постоянных величинах.
По сути же, формальная теория нестандартного анализа есть консервативное расширение классической, то есть любое суждение классической математики, доказанное с помощью нестандартного анализа, может быть доказано и без использования новых методов.
Тем не менее, есть одно технически полезное «классическое» представление нестандартных чисел, которое дают т. н. дуальные числа, то есть числа вида {\displaystyle a+\varepsilon b}, где {\displaystyle \varepsilon ^{2}=0} и {\displaystyle \varepsilon \not =0}.

## Приложения
В то же время, нестандартный анализ способен изучать свойства актуально бесконечных объектов, предлагая новые методы моделирования, недоступные стандартной математике. Можно сказать, что нестандартный анализ изучает ровно те же математические объекты, что и стандартная математика. Однако в каждом таком объекте он видит дополнительную внутреннюю структуру, которая обычной математикой полностью игнорируется. Иногда метод нестандартного анализа сравнивают с цветным телевидением.
Чёрно-белый телевизор способен показывать те же объекты, что и цветной, но он не в состоянии передать богатство расцветок составляющих их элементов.
Эта аналогия наглядно иллюстрирует то принципиальное обстоятельство, что роль нестандартного анализа существенно шире, нежели предоставление дополнительных средств для упрощения аппарата обычной математики. Нестандартный анализ открывает нам богатую внутреннюю структуру классических математических объектов, наполненных как доступными, так и только воображаемыми элементами.